# Canton de Grenoble-1
Pour les articles homonymes, voir Canton de Grenoble.
Le canton de Grenoble-1 est une circonscription électorale française située dans le département de l'Isère et la région Auvergne-Rhône-Alpes.

## Histoire
Le canton de Grenoble-I a été créée par le décret du 2 août 1973 à la suite du démantèlement des anciens cantons de Grenoble-Est, Grenoble-Nord et Grenoble-Sud.
Un nouveau découpage territorial de l'Isère entre en vigueur à l'occasion des élections départementales de 2015. Il est défini par le décret du 18 février 2014, en application des lois du 17 mai 2013 (loi organique 2013-402 et loi 2013-403). Les conseillers départementaux sont, à compter de ces élections, élus au scrutin majoritaire binominal mixte. Les électeurs de chaque canton élisent au Conseil départemental, nouvelle appellation du Conseil général, deux membres de sexe différent, qui se présentent en binôme de candidats. Les conseillers départementaux sont élus pour 6 ans au scrutin binominal majoritaire à deux tours, l'accès au second tour nécessitant 12,5 % des inscrits au 1er tour. En outre la totalité des conseillers départementaux est renouvelée. Ce nouveau mode de scrutin nécessite un redécoupage des cantons dont le nombre est divisé par deux avec arrondi à l'unité impaire supérieure si ce nombre n'est pas entier impair, assorti de conditions de seuils minimaux. Dans l'Isère, le nombre de cantons passe ainsi de 58 à 29. Le canton de Grenoble-1 est modifié par ce décret.

## Géographie
Ce canton est organisé autour de Grenoble dans l'arrondissement de Grenoble. Son altitude varie de 204 m (Grenoble) à 600 m (Grenoble) pour une altitude moyenne de 212 m.

## Représentation

### Représentation avant 1973

#### Conseillers généraux du canton de Grenoble-Est (1833 à 1973)
| Période | Période          | Identité                           | Étiquette               | Qualité |
| ------- | ---------------- | ---------------------------------- | ----------------------- | --- |
| 1833    | 1848             | Félix Faure                        | Libéral constitutionnel | Pair de France Premier Président de la Cour royale de Grenoble puis Conseiller à la Cour de Cassation Ancien député (1828-1832) |
| 1848    | 1852             | Gaspard Jean Bertier (1771-1859)   |                         | Juge de paix à Grenoble-Est Ancien maire de Corenc, conseiller d'arrondissement                                                 |
| 1852    | 1866             | Joseph Arnaud                      | Majorité dynastique     | Industriel cimentier, maire de Grenoble (1851-1853) Député (1852-1863)                                                          |
| 1866    | 1870             | Jean-Thomas Vendre (1818-1873)     |                         | Industriel cimentier Maire de Grenoble (1865-1870)                                                                              |
| 1870    | 1871             | Alphonse Rallet (1819-1894)        | Libéral                 | Industriel, maire de Biviers |
| 1871    | 1886 (décès)     | Casimir Joseph Julhiet (1806-1886) | Républicain             | Avocat et Notaire à Grenoble ancien Préfet (1870) Ancien Maire de Domène (1848-1851)                                            |
| 1886    | 1888 (démission) | Paul Rouchouse                     |                         | Notaire à Saint-Ismier |
| 1888    | 1896 (décès)     | Félix Poulat (1846-1896)           |                         | Avocat, liquoriste-brasseur à Saint-Egrève Maire de Grenoble (1896)                                                             |
| 1897    | 1901             | Marius Ricoud (1850-1903)          | Républicain             | Architecte à Grenoble, conseiller d'arrondissement                                                                              |
| 1901    | 1907             | Paul Mistral                       | Collectiviste puis SFIO | Négociant en vins à Grenoble |
| 1907    | 1919             | Jacques Diday (1878-1945)          | Conservateur            | Administrateur de la Caisse d'Epargne de Grenoble                                                                               |
| 1919    | 1932 (décès)     | Paul Mistral                       | SFIO                    | Négociant en vins Député (1910-1932) Maire de Grenoble (1919-1932)                                                              |
| 1932    | 1937             | Jean Perrot                        | PDP                     | Directeur commercial "Maison Sappey" Membre des FFI, assassiné par la Gestapo Mort pour la France                               |
| 1937    | 1940             | Joseph Perrin                      | Rad.                    | Adjoint au maire de Grenoble Nommé conseiller départemental en 1943                                                             |
|         |                  |                                    |                         | |
| 1945    | 1973             | Antoine Buisson                    | MRP puis CD             | Président du Conseil Général (1967-1976) Elu en 1973 dans le Canton de Meylan                                                   |

#### Conseillers d'arrondissement de Grenoble-Est (de 1833 à 1940)
| Période                                  | Période          | Identité                         | Étiquette   | Qualité |
| ---------------------------------------- | ---------------- | -------------------------------- | ----------- | --- |
| 1833                                     | 1848             | Gaspard Jean Bertier (1771-1859) |             | Juge de paix à Grenoble-Est Ancien maire de Corenc                                                          |
|                                          |                  |                                  |             | |
| 1886                                     | 1894 (démission) | Auguste Jore                     | Radical     | Agriculteur, maire de Saint-Ismier                                                                          |
| 1894                                     | 1897 (démission) | Marius Ricoud (1850-1903)        | Républicain | Architecte à Grenoble                                                                                       |
|                                          |                  |                                  |             | |
| 1919                                     | 1937 (décès)     | François Comte                   | Radical     | Président de la Société d'agriculture de l'arrondissement de Grenoble, maire de Bernin                      |
| 1937                                     | 1940             | Jean Mergoile                    | Radical     | Maire de Bernin                                                                                             |
| 1940                                     |                  |                                  |             | Les conseils d'arrondissement ont été suspendus par la loi du 12 octobre 1940 et n'ont jamais été réactivés |
| Les données manquantes sont à compléter. |                  |                                  |             | |

#### Conseillers généraux du canton de Grenoble-Nord (1833 à 1973)
| Période | Période          | Identité                                     | Étiquette                          | Qualité |
| ------- | ---------------- | -------------------------------------------- | ---------------------------------- | --- |
| 1833    | 1841 (démission) | Comte Humbert de Gratet du Bouchage (1772-?) |                                    | Maire de Saint-Égrève (1821-1842) |
| 1841    | 1848             | Félix Penet                                  | Majorité ministérielle             | Commerçant et possesseur de comptoirs Président du Tribunal de commerce de Grenoble Ancien député (1831-1837) Ancien maire de Grenoble |
| 1848    | 1861 (décès)     | Frédéric Taulier                             | Droite                             | Doyen de la Faculté de Droit de Grenoble Maire de Grenoble (1845-1848, 1849-1851)                                                      |
| 1861    | 1871 (décès)     | Comte Jacques Louis Randon                   | Bonapartiste                       | Maréchal de France Ministre de la Guerre (1851) Gouverneur Général de l'Algérie Sénateur (1852-1870)                                   |
| 1871    | 1877             | Auguste Arnaud                               | Républicain                        | Avocat à Grenoble |
| 1877    | 1901             | Auguste Gaché                                | Républicain                        | Médecin - Maire de Grenoble (1875-1881 et 1888-1896)                                                                                   |
| 1901    | 1923 (décès)     | Marius Gontard                               | Rad.                               | Chapelier à Grenoble |
| 1923    | 1925             | Edouard Jean Dumolard                        | Bloc Républicain National (Droite) | Avocat à Grenoble |
| 1925    | 1937             | Joannès Ravanat                              | SFIO                               | Imprimeur Conseiller municipal de Grenoble Député (1928-1942)                                                                          |
| 1937    | 1940             | Gaston Neyton                                | PDP                                | Agent de change à Grenoble |
|         |                  |                                              |                                    | |
| 1945    | 1958             | Henri-Louis Grimaud                          | MRP                                | Avocat Député (1945-1955) |
| 1958    | 1962 (décès)     | Robert Saul                                  | CNIP                               | Avoué Adjoint au Maire de Grenoble |
| 1962    | 1973             | Roger Genin                                  | UNR puis UDR                       | Médecin, adjoint au maire de Grenoble (jusqu'en 1964) Elu en 1973 dans le Canton de Grenoble-2                                         |

#### Conseillers d'arrondissement de Grenoble Nord (de 1833 à 1940)
| Période                                  | Période      | Identité                    | Étiquette   | Qualité |
| ---------------------------------------- | ------------ | --------------------------- | ----------- | --- |
| 1833                                     | 1838 (décès) | Vincent Rivier              |             | Notaire, avocat, maire de Grenoble (1831-1835)                                                              |
|                                          |              |                             |             | |
| 1886                                     |              | François-Alexandre Péronnet | Républicain | Maire de Saint-Égrève                                                                                       |
|                                          |              |                             |             | |
| 1919                                     |              | M. Auvergne                 | Républicain | Maire de Saint-Martin-le-Vinoux                                                                             |
|                                          |              |                             |             | |
|                                          | 1940         | Paul Cambier                | PDP         | Avocat à la Cour d'appel de Grenoble                                                                        |
| 1940                                     |              |                             |             | Les conseils d'arrondissement ont été suspendus par la loi du 12 octobre 1940 et n'ont jamais été réactivés |
| Les données manquantes sont à compléter. |              |                             |             | |

#### Conseillers généraux du canton de Grenoble-Sud (1833 à 1973)
- De 1833 à 1848, les cantons de Domène et de Grenoble Sud avaient le même conseiller général[17].

| Période | Période | Identité                             | Étiquette              | Qualité |
| ------- | ------- | ------------------------------------ | ---------------------- | --- |
| 1833    | 1848    | Félix Martin Réal                    | Majorité ministérielle | Ancien avocat général à Grenoble Député (1830-1848) Membre du Conseil d'État                                                 |
| 1848    | 1852    | Victor Hippolyte Paganon             |                        | Conseiller à la Cour d'appel de Grenoble                                                                                     |
| 1852    | 1867    | Eugène Gaillard                      |                        | Banquier, maire de Grenoble (1858-1865)                                                                                      |
| 1867    | 1886    | Ernest Calvat                        | Républicain            | Membre de la Chambre de commerce Maire de Grenoble (1871-1874)                                                               |
| 1886    | 1892    | Joseph-Henri Payen                   | Républicain            | Commissionnaire en peaux à Grenoble                                                                                          |
| 1892    | 1898    | Stéphane Jay                         | Rad.                   | Maire de Grenoble (1896-1904)                                                                                                |
| 1898    | 1919    | Alexandre Zévaès                     | Socialiste puis SFIO   | Avocat, historien, publiciste Député (1898-1902 et 1904-1910)                                                                |
| 1919    | 1922    | François Dognin (1867-?)             | POF puis PC-SFIC       | Fondateur du Parti ouvrier grenoblois Ancien conseiller d'arrondissement                                                     |
| 1922    | 1940    | Léon Martin                          | SFIO                   | Directeur de l'Ecole de Médecine de Grenoble Maire de Grenoble (1932-1935 et 1945-1959) Député (1936-1941)                   |
|         |         |                                      |                        | |
| 1945    | 1951    | Robert Buisson                       | PCF                    | Secrétaire de l'union départementale CGT                                                                                     |
| 1951    | 1958    | Louis Bonnet                         | MRP puis UP            | Tourneur mécanicien Député (1945-1955)                                                                                       |
| 1958    | 1964    | Albert Michallon                     | UNR                    | Chirurgien Maire de Grenoble (1959-1965)                                                                                     |
| 1964    | 1970    | Georges Martin (Fils de Léon Martin) | SFIO                   | Médecin |
| 1970    | 1973    | Georges Kioulou                      | PCF                    | Photographe, artisan, ouvrier de l'industrie chimique Maire d'Échirolles (1945-1981) Elu en 1973 dans le Canton d'Échirolles |

### Conseillers d'arrondissement de Grenoble Sud (de 1833 à 1940)
| Période                                  | Période          | Identité                                  | Étiquette              | Qualité |
| ---------------------------------------- | ---------------- | ----------------------------------------- | ---------------------- | --- |
| 1833                                     | 1834 (démission) | Alphonse Périer (frère de Casimir Périer) | Royaliste              | Banquier, maire d'Eybens (1811-1831), député (1834-1846) Capitaine de la Garde nationale de Grenoble, élu conseiller général du canton d'Allevard |
| 1834                                     | 1839             | Félix Penet                               | Majorité ministérielle | Propriétaire à Grenoble, commerçant à Marseille, Président du Tribunal de commerce, député (1831-1837)                                            |
|                                          |                  |                                           |                        | |
| 1889                                     | 1895             | Aimé Bérey                                | Modéré                 | Négociant en draperies, conseiller municipal de Grenoble                                                                                          |
| 1895                                     | 1901             | M. Girardin                               | Républicain            | Commandant |
| 1901                                     | 1907             | François Dognin (1867-1948)               | POF                    | Tailleur d'habits puis marchand tailleur à Grenoble                                                                                               |
| 1907                                     |                  | Paul Dijon (1864-1933)                    | Modéré                 | Pharmacien, adjoint au maire de Grenoble |
|                                          |                  |                                           |                        | |
| 1919                                     | 1922             | Auguste Paul Beau                         | SFIO                   | Trésorier de la section du Secours mutuel de Saint-Martin-d'Hères                                                                                 |
|                                          |                  |                                           |                        | |
|                                          | 1936 (décès)     | M. Blanc                                  |                        | |
| 1936                                     | 1940             | Eugène Chavant (1894-1969)                | SFIO                   | Ouvrier métallurgiste puis cafetier, maire de Saint-Martin-d'Hères (1938-1941 et 1944-1945) Révoqué par le Gouvernement de Vichy                  |
| 1940                                     |                  |                                           |                        | Les conseils d'arrondissement ont été suspendus par la loi du 12 octobre 1940 et n'ont jamais été réactivés                                       |
| Les données manquantes sont à compléter. |                  |                                           |                        | |

### Canton de Grenoble-1: Conseillers généraux de 1973 à 2015
| Période | Période | Identité               | Étiquette   | Qualité                                                          |
| ------- | ------- | ---------------------- | ----------- | ---------------------------------------------------------------- |
| 1973    | 1985    | Raymond Espagnac       | PS          | Artisan Sénateur (1981-1983)                                     |
| 1985    | 1992    | Jean-Jacques Guillemot | UDF-PR      | Agent contractuel, conseiller municipal de Grenoble              |
| 1992    | 1998    | Yves Machefaux         | UDF-Radical | Chef d'entreprise Conseiller municipal de Grenoble               |
| 1998    | 2004    | Jean-Paul Giraud       | PS          | Ancien journaliste Adjoint au Maire de Grenoble                  |
| 2004    | 2015    | Olivier Bertrand       | Verts-EÉ    | Soutien de création d'activités Conseiller municipal de Grenoble |

#### Résultats électoraux
- Élections cantonales de 2004 : Olivier Bertrand (VEC) est élu au 2e tour avec 55,46 % des suffrages exprimés, devant Jean-Paul Giraud (PS) (44,54 %). Le taux de participation est de 60,08 % (9 768 votants sur 16 259 inscrits)[20].
- Élections cantonales de 2011 : Olivier Bertrand (VEC) est élu au 2e tour avec 54,32 % des suffrages exprimés, devant Céline Deslattes (PS) (45,68 %). Le taux de participation est de 33,11 % (5 581 votants sur 16 855 inscrits)[21].

### Conseillers départementaux depuis 2015
| Période élective | Période élective | Mandat | Mandat   | Identité        | Nuance | Nuance | Qualité                                                         |
| ---------------- | ---------------- | ------ | -------- | --------------- | ------ | ------ | --------------------------------------------------------------- |
| 2015             | 2021             | 2015   | 2021     | Nadia Kirat     |        | DVG    | Enseignante, militante au Forum Social des Quartiers Populaires |
| 2015             | 2021             | 2015   | 2021     | Benjamin Trocmé |        | EELV   | Chercheur CNRS en physique                                      |
| 2021             | 2028             | 2021   | en cours | Sophie Romera   |        | DVG    | Cheffe d'entreprise et conseillère municipale de Fontaine       |
| 2021             | 2028             | 2021   | en cours | Benjamin Trocmé |        | EELV   | Conseiller sortant                                              |

Sophie Romera à quitté LFI. Elle est membre de L'Après.

### Résultats détaillés

#### Élections de mars 2015
À l'issue du 1er tour des élections départementales de 2015, deux binômes sont en ballottage : Nadia Kirat et Benjamin Trocmé (DVG, 31,49 %) et Pascal Garcia et Hakima Necib (Union de la Gauche, 23,32 %). Le taux de participation est de 46,82 % (10 865 votants sur 23 205 inscrits) contre 49,24 % au niveau départemental et 50,17 % au niveau national.
Au second tour, Nadia Kirat et Benjamin Trocmé (DVG) sont élus avec 57,33 % des suffrages exprimés et un taux de participation de 39,97 % (4 284 voix pour 9 275 votants et 23 205 inscrits).
Nadia Kirat et Benjamin Trocmé sont membres du groupe "Rassemblement des citoyens - Solidarité et écologie".

#### Élections de juin 2021
Le premier tour des élections départementales de 2021 est marqué par un très faible taux de participation (33,26 % au niveau national). Dans le canton de Grenoble-1, ce taux de participation est de 31,65 % (7 596 votants sur 24 000 inscrits) contre 31,88 % au niveau départemental. À l'issue de ce premier tour, deux binômes sont en ballottage : Sophie Romera et Benjamin Trocmé (Union à gauche avec des écologistes, 59,41 %) et Louve Carrière et Alain Cœur (REM, 16,57 %).
Le second tour des élections est marqué une nouvelle fois par une abstention massive équivalente au premier tour. Les taux de participation sont de 34,36 % au niveau national, 32,23 % dans le département et 32,49 % dans le canton de Grenoble-1. Sophie Romera et Benjamin Trocmé (Union à gauche avec des écologistes) sont élus avec 66,89 % des suffrages exprimés (4 825 voix pour 7 800 votants et 24 008 inscrits),,.

## Composition

### Composition de 1973 à 2015
Lors de sa création en 1973, le canton de Grenoble-I comprenait la portion du territoire de Grenoble déterminée :
- au Nord, par un angle dont le sommet est constitué par le point d'intersection des communes de La Tronche et de Saint-Martin-le-Vinoux, le côté gauche de l'angle par une ligne longeant à partir du sommet, la limite de la commune de Saint-Martin-le-Vinoux jusqu'au fossé d'enceinte du fort de la Bastille, puis la ligne intérieure des remparts du fort jusqu'à la rue Maurice-Gignoux, le côté droit de l'angle étant formé par la limite de la commune de La Tronche ;
- à l'Est, par les limites des communes de La Tronche puis de Saint-Martin-d'Hères jusqu'à son intersection avec la limite de la commune d'Eybens ;
- au Sud, par une ligne partant de l'intersection des limites des communes de Saint-Martin-d'Hères et d'Eybens jusqu'au Sud de la place Jean-Racine ;
- à l'Ouest, par une ligne déterminée par l'axe des voies ci-après : rue Maurice-Gignoux, montée de Chalemont, place de la Cymaise, pont Saint-Laurent, rue de Lionne, rue Renauldon, place aux Herbes, rue Barnave, rue Pierre-Duclot, place Sainte-Claire, rue Alphand, rue Raoul-Blanchard, rue du Général-Marchand, place de Verdun côté de l'hôtel de la Division et côté Est, rue Haxo, boulevard Jean-Pain, place Paul-Mistral, avenue Jean-Perrot et place Jean-Racine.

### Composition depuis 2015
| Nom                              | Code Insee | Intercommunalité         | Superficie (km2) | Population (dernière pop. légale)                 | Densité (hab./km2) | Modifier                                    |
| -------------------------------- | ---------- | ------------------------ | ---------------- | ------------------------------------------------- | ------------------ | ------------------------------------------- |
| Grenoble (bureau centralisateur) | 38185      | Grenoble-Alpes Métropole | 18,13            | Fraction : 44 946 (2022) Commune : 156 389 (2022) | 8 626              | modifier les données · modifier les données |
| Canton de Grenoble-1             | 3809       |                          |                  | 44 946 (2022)                                     |                    | modifier les données                        |

Le canton de Grenoble-1 est désormais composé de la partie de la commune de Grenoble située à l'ouest d'une ligne définie par l'axe des voies et limites suivantes : depuis la limite territoriale de la commune d'Échirolles, avenue des États-Généraux, rond-point Pierre-et-Marie-Curie, avenue Edmond-Esmonin, avenue Paul-Verlaine, rue Albert-Reynier, cours de la Libération-et-du-Général-de-Gaulle, chemin des Marronniers, rue André-Rivoire, rue Charles-Péguy, rue Louis-Le-Cardonnel, boulevard Joseph-Vallier, rue Pierre-Termier, rue Pierre-Dupont, cours Jean-Jaurès, place Hubert-Dubedout, voie de Corato, cours de l'Isère, jusqu'à la limite territoriale de la commune de Saint-Égrève.

## Démographie

### Démographie avant 2015
En 2010, le canton de Grenoble-1 comptait 31 548 habitants, soit une baisse de -4,4 % par rapport à la population de 1999 qui était de 32 986 habitants.
| 1975 | 1982 | 1990   | 1999   | 2006   | 2011   | 2012   |
| ---- | ---- | ------ | ------ | ------ | ------ | ------ |
| -    | -    | 33 013 | 32 986 | 32 833 | 32 143 | 32 685 |

### Démographie depuis 2015
En 2022, le canton comptait 44 946 habitants, en évolution de −0,31 % par rapport à 2016 (Isère : +3,07 %, France hors Mayotte : +2,11 %).
| 2013   | 2018   | 2022   |
| ------ | ------ | ------ |
| 47 366 | 45 366 | 44 946 |